# Saint-Germain-la-Campagne
Saint-Germain-la-Campagne település Franciaországban, Eure megyében. Lakosainak száma 858 fő (2022. január 1.). Saint-Germain-la-Campagne Courtonne-les-Deux-Églises, Orbec, Saint-Martin-de-Bienfaite-la-Cressonnière, Valorbiquet és La Vespière-Friardel községekkel határos.

## Népesség
A település népessége az elmúlt években az alábbi módon változott:
| Lakosok száma | 642  | 755  | 793  | 777  | 894  | 886  | 893  | 871  | 864  | 858  |
|               | 1968 | 1982 | 1990 | 2006 | 2013 | 2015 | 2017 | 2019 | 2020 | 2022 |